# 2001 (Zvezdna vrata SG-1)
2001 je epizoda nanizanke Zvezdna vrata SG-1.
Ekipa SG-1 obišče planet Volia, ki je pokrit z velikimi polji, maloštevilni prebivalci pa se ukvarjajo s kmetijstvom. Volianci jim predstavijo svoje zaveznike Aschene, ki so tehnološko zelo razvito ljudstvo, ki je sposobno poraziti Goa'ulde in je obenem pripravljeno z znanjem in tehnologijo pomagati tudi Zemlji.
Pogajanja vodi ambasador Joseph Faxon, ki se mu pridružita Jack O'Neill in Samantha Carter, ki ji je Joseph že na začetku zelo všeč. 
Med pogajanji Ascheni ponudijo nova zdravila in orožje, ki bi brez težav porazilo Goa'ulde, ravno tako pa mesto v Aschenski federaciji. V zameno želijo informacije o delovanju zvezdnih vrat, ki jih Ascheni lahko uporabljajo le za potovanja med najbližjimi planeti. Ker je taka ponudba zelo ugodna, začne O'Neill sumiti, da Ascheni nekaj prikrivajo. Zato Daniel Jackson in Teal'c vzporedno s pogajanji skušata pridobiti dodatne informacije glede zavezništva. 
Daniel in Teal'c med raziskovanjem planeta spoznata domačina, ki ju prosi za pomoč pri odstranitvi železnega stebra na njivi. Ko delno odkopljeta steber, se jima odpre podzemlje, kjer odkrijeta veliko opuščeno mesto, ki je precej bolj napredno od tistega, ki sta ga videla na površju. V mestu odkrijeta stare časopise, zato se Daniel odloči raziskati, kaj je pripeljalo k padcu civilizacije. Odkrije, da je na planetu izbruhnila smrtonosna bolezen, ki so jo ozdravili Ascheni s svojim cepivom, vendar naj bi cepivo imelo nek stranski učinek, ki ga iz besedila ne uspe razvozlati, po fotografijah pa sklepa, da so zaradi tega izbruhnili nemiri. Zato sklepa, da so Ascheni pod krinko pomoči povzročili padec nekdaj napredne civilizacije in planet spremenili v žitarico. O tem obvesti generala Hammonda, ki jim pove, da je domači planet Aschenov verjetno planet, ki so ga na podlagi sporočila, prejetega skozi zvezdna vrata, izbrisali s seznama planetov.  Vmeša pa se senator Kinsey, ki kljub potencialni grožnji želi nadaljevanje pogajanj in utiša vse pomisleke.
Med pogovori z Ascheni Carterjeva enega od Aschenov vpraša po pomenu besede, ki je Daniel ni uspel prevesti in izve, da pomeni neplodnost, kar potrdi Danielov sum. Ascheni ugotovijo, da so njihovi nameni odkriti, zato skušajo na Zemljo poslati eno od svojih orožij. Carterjevi uspe pobegniti skozi zvezdna vrata in preprečiti aschenski napad, ambasador Faxon pa se ne uspe rešiti.